# Il conto delle minne
Il conto delle minne è un romanzo della scrittrice italiana Giuseppina Torregrossa, pubblicato per la prima volta nel 2009. Il romanzo è ambientato in Sicilia nella seconda metà del Novecento ed è noto anche per aver trattato la questione medica del tumore alla mammella.

## Trama
La storia inizia nella Sicilia degli anni cinquanta del Novecento. Agatina, la protagonista, vede evolversi piano piano la vita dei suoi parenti; figure positive o negative che siano, le osserva e quasi assorbe inconsapevolmente il loro modo di essere, anche se all'apparenza lo rifugge.
È una bambina quando i genitori, intenti a prendersi cura dei figli maschi più piccoli, la lasciano dai nonni senza darle spiegazioni; cresce con una nonna amorevole e un nonno che la adora, ma il senso di abbandono è destinato a condizionarle la vita intera.
Nella famiglia, a partire dalla bisnonna, c'è una cosa che tutte le donne devono assolutamente saper fare con maestria: le minne di sant'Agata, cassatine ripiene di ricotta, ricoperte con glassa e una ciliegina candita sull'apice. È fondamentale che le minne siano in coppia, proprio come il seno di una donna, perché in caso contrario portano sventura. 
Da adulta, Agata parte per il continente e diventa ginecologa. Tuttavia, nonostante si trovi in una città moderna e attiva, la Sicilia le manca. Decide quindi di tornare nella sua città natia, ma ha perso la ricetta delle minne di sant'Agata; tenta quindi di improvvisare, ma le minne non vengono bene, e, soprattutto vengono spaiate. Ciò porta a una serie di sventure che procurano alla protagonista dolori enormi.

## Personaggi principali
Agatina: la protagonista del romanzo. È una ragazza semplice ma dal carattere forte, come le donne che la circondano. Grazie alle storie di vita di queste ultime, tenta di inseguire i propri sogni in un paese dominato dagli uomini.
Agata: nonna della protagonista. È una donna credente, fortemente legata alla religione e alle tradizioni. Cerca di tramandare alla piccola Agatina la ricetta delle minne di Sant'Agata, per lei fondamentale, e i valori imprescindibili per condurre la miglior vita possibile in una società ostile.
Sebastiano: marito di Agata, nonno di Agatina. È un uomo buono ma anche prepotente e contorto, fortemente religioso, legato alle tradizioni siciliane del tempo. Rappresenta una delle principali voci maschili all'interno del romanzo.
Luisa: bisnonna di Agatina. Donna graziosa e dal forte carattere, proveniente da una famiglia di zolfatari, è una delle prime donne della famiglia a mostrare la sua sicurezza al mondo, ma soprattutto agli uomini che la circondano.
Gaetano: marito di Luisa e bisnonno di Agatina. Come Sebastiano, è un uomo fortemente legato alla tradizione e alla religione. Cerca di essere un buon marito tentando, con i suoi modi, di dimostrare il suo amore alla moglie Luisa.
Don Ciccio Abella: uno dei boss più importanti della città. Impone il suo potere radendo al suolo tutte le ville e lo riversa anche nella vita privata: odia la moglie e non si trattiene dal picchiarla.
Cettina Abella in Badalamenti: chiamata anche Concetta, figlia di Don Ciccio Abella. Si sposa con Nittuzzo, zio di Agatina. È una donna di piccola statura, dai capelli rossi, caratterizzata da modi di fare volgari e da un'andatura provocante.

## Caratteristiche
Il racconto, scritto sotto forma di diario della protagonista, viene introdotto dalla ricetta delle minne, paragonate al seno delle donne. Il racconto presenta la storia della famiglia seguendo lo scorrere del tempo, con la storia della nonna Agata, omonima della protagonista. Il racconto si concentra sulle donne della famiglia e sul loro ruolo all'interno di una società prevalentemente maschile e fortemente religiosa. Questa attenzione alla figura femminile si ricollega anche alla trattazione del tumore alla mammella, malattia che svolge un ruolo importante all'interno del romanzo poiché coinvolge, in un modo o in un altro, quasi tutte le protagoniste. In questo modo la scrittrice tenta di mostrare quanto il tumore alla mammella sia presente nelle vite di milioni di donne, influenzandole e cambiandole radicalmente.

### Lingua e cultura
Sotto certi aspetti si tratta di un romanzo autobiografico: l'autrice ha dichiarato di essersi basata su esperienze personali per alcuni aspetti della vita quotidiana della protagonista, tradizioni e usanze, tra cui la ricetta delle cassatine.
Nel romanzo, come in diverse altre opere dell'autrice, sono inseriti dialoghi tra personaggi tenuti esclusivamente in dialetto siciliano (in questo caso palermitano). Secondo le dichiarazioni dell'autrice, la scelta di utilizzare il dialetto permette di trasmettere il suo vissuto attraverso la lingua parlata dal popolo. Nota inoltre che il dialetto era molto combattuto negli anni settanta, quando all'interno delle famiglie borghesi, tra cui la sua, era spesso vietato usarlo. La scrittrice ha dichiarato in proposito di aver trovato nella scrittura un mezzo per usare la lingua a proprio piacimento esprimendo concetti che altrimenti sarebbero rimasti nascosti.

### Il cunto
In questo e altri romanzi della scrittrice un aspetto centrale è l'importanza del cunto (in dialetto, "racconto"):  una storia che affonda le sue radici nella tradizione orale ed è trasmessa dalle donne. Sin dall'inizio dell'opera la nonna della protagonista trova sempre un'occasione per raccontare delle donne che la circondano e delle donne che hanno segnato la storia, sempre sopraffatte dagli uomini. Il cunto più acclamato è proprio quello di sant'Agata, il più memorabile e drammatizzato, che viene raccontato durante la preparazione delle cassatine. Con quest'ultimo la nonna riusciva a immedesimarsi nella santa, dispensando delle lezioni di vita: "Insomma Agatina, anche se ora non lo capisci, ricordati che come ti metti metti gli uomini hanno sempre una calunnia per pigliarsela cu' tia". Anche il seno, o come viene chiamato nel romanzo "le minne", è una parte fondamentale del cunto. Per le protagoniste, esso ha un significato speciale e rappresenta la loro femminilità e la loro forza, indipendentemente dalla sua forma o grandezza o dal fatto che sia stato segnato dalla malattia o trascurato dagli uomini.

## Temi
Il romanzo affronta diversi temi.
- La figura femminile: all'interno di questo romanzo le donne sono le protagoniste e le vicende vengono narrate dal loro punto di vista. Anche sant'Agata, da cui prende il nome il famoso dolce, è resa celebre a causa del suo martirio e della sua tenacia. La figura della donna mostra la sua forza anche nella lotta contro la malattia.
- Il patriarcato: il romanzo descrive come il potere dell'uomo fosse fortemente presente, a partire dalla famiglia con l'imposizione del padre sulle figlie. La figura maschile dominante cambia poi nel marito. All'inizio del matrimonio i mariti si mostrano pacati e disposti, ma con l'avanzare del tempo diventano distaccati e potenti, spesso in modo violento.
- La famiglia: all'interno del romanzo la famiglia è un importante punto di riferimento e gli eventi principali avvengono al suo interno: sono poche le vicende narrate che riguardano fatti accaduti all'esterno. Tutti i personaggi, quasi tutti imparentati tra loro, a un certo punto della loro vita, dopo esser stati cresciuti con forti valori familiari e relazioni, cercano invano di distaccarsene.
- Il tumore alla mammella: il tema coinvolge in prima persona la scrittrice, che lavora come ginecologa al Policlinico Umberto I di Roma ed è stata inoltre colpita da questo tumore, che l'ha costretta ad una rimozione totale. Anche le protagoniste del romanzo ne sono affette e l'opera racconta la loro vita prima e dopo la scoperta della malattia, mostrando come venga radicalmente cambiata.
- La cucina: nella tradizione siciliana la cucina ha un ruolo importante e molte ricette vengono tramandate di generazione in generazione; questa tradizione ha un ruolo importante anche nel romanzo. La cucina rappresenta il luogo in cui la protagonista è cresciuta e in cui ha creato il profondo legame con la nonna, ma soprattutto è il luogo in cui viene tramandata la ricetta chiave del romanzo, quella delle minne di sant'Agata.

## Storia editoriale
Il romanzo è stato pubblicato in Italia da Mondadori nella collana Scrittori italiani e stranieri nel maggio 2009 e nella collana Oscar contemporanea nel maggio 2010. In seguito è stato tradotto in numerose lingue. Alcune traduzioni sono:
- (DE) Giuseppina Torregrossa, Kirschen auf Ricottaschnee, traduzione di Verena Von Koskull, Egmont, 2022.
- (HE) Giuseppina Torregrossa, הסיפור של אגתה/ha-Sipur shel Agatah, traduzione di Ioram Melcer, Kinneret Zmora-Bitan Dvir, 2014.
- (FR) Giuseppina Torregrossa, Les tétins de sainte Agathe : roman, traduzione di Anaïs Bouteille-Bokobza, Librairie générale française, 2012.
- (PT) Giuseppina Torregrossa, Mamas Sicilianas, traduzione di Maria De Lourdes Rabetti Gianella, Editora Objetiva LTDA, 2012.
- (TR) Giuseppina Torregrossa, Mucize Tatli, Doğan Egmont Yayincilik ve Yapimcilik Tic, 2012.
- (ES) Giuseppina Torregrossa, Un dulce par de senos, Maeva, 2011.
- (NL) Giuseppina Torregrossa, Het verhaal van de minne, traduzione di Saskia Peterzon-Kotte, Orlando uitgevers, 2010.

## Premi
Il romanzo ha vinto la Borsa del libro al Women's Fiction Festival di Matera nel 2009.